# Mary Jane Kelly

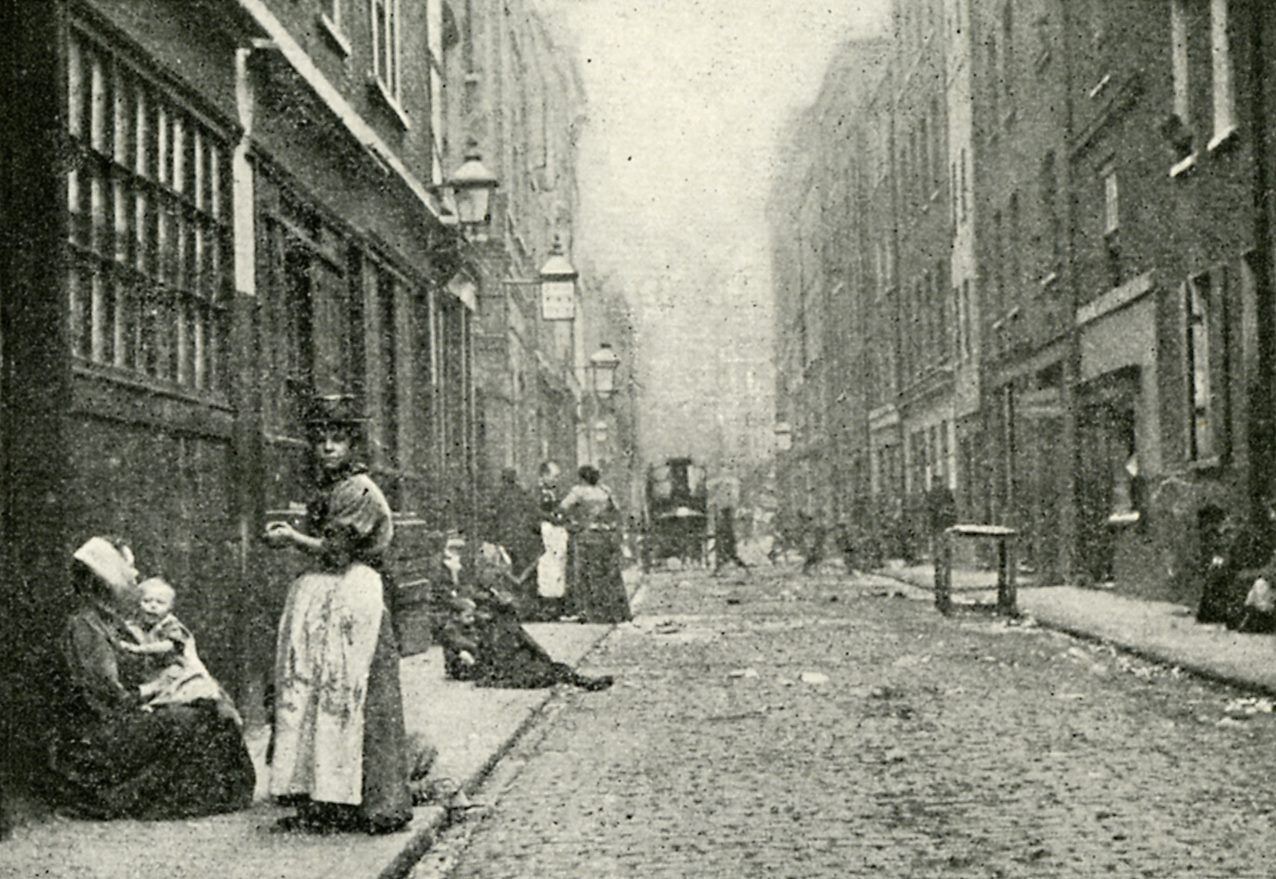
Dorset Street w 1902 roku

Mary Jane Kelly, alias Marie Jeannette Kelly, Ginger, Fair Emma, Dark Mary, Black Mary (ur. 1863, zm. 9 listopada 1888) – brytyjska prostytutka, piąta i ostatnia z „kanonicznych” ofiar Kuby Rozpruwacza.

## Życiorys
Urodziła się prawdopodobnie w Limerick, w Irlandii, skąd rodzina Kellych szybko wyprowadziła się do Walii, osiadając w miejscowości Carmarthenshire lub Caernarvonshire. W wieku około szesnastu lat Mary poślubiła górnika nazwiskiem Davis bądź Davies. Dwa czy trzy lata później jej mąż miał zginąć w wybuchu, jaki miał miejsce w kopalni, nie jest to jednak w pełni potwierdzone.
W 1884 roku Mary przybyła do Londynu, gdzie znalazła pracę w domu publicznym na East Endzie. Po jakimś czasie Kelly zakochała się w jednym ze swych klientów i uciekła z nim do Francji. Romans jednak szybko się zakończył i kilka tygodni później Mary wróciła do Londynu. Wiązała się kilkakrotnie z różnymi mężczyznami, między innymi z niejakim Morganstonem oraz z tynkarzem z Bethnal Green, Joe Flemmingiem, w międzyczasie utrzymując się z prostytucji.
Między rokiem 1885 i 1886 (bądź 1887) Mary zamieszkiwała w domu pani Carthy na Breezer's Hill, Pennington Street. Zgodnie z opowieścią siostry pani Carthy Mary popiwszy sobie stawała się kłótliwa i agresywna, na trzeźwo jednak była "jedną z najprzyzwoitszych i najmilszych dziewcząt, jakie mógłbyś spotkać". Kelly opuściła panią Carthy, związawszy się z pewnym murarzem, którym był najprawdopodobniej wspomniany wcześniej Joe Flemming.
W roku 1887, zerwawszy prawdopodobnie z Flemmingiem, mieszkała w Cooley's Lodging House na Thrawl Street. Wtedy poznała Joe Barnetta, handlującego rybami na targu w Billingsgate. Początkowo para zamieszkała na George Street, potem przeprowadzili się na Little 
Paternoster Row, potem na Dorset Street, stamtąd na Brick Lane, by z początkiem 1888 roku wynająć pokoik na Miller's Court 13 od niejakiego Johna McCarthy. Niedługo później Joe stracił pracę, a ponieważ zaczęli zalegać z czynszem, Mary wróciła do prostytucji.
30 października między kochankami wybuchła kłótnia, albowiem od kilku dni w ciasnym pokoiku na Miller's Court gościła bezdomna prostytutka, znajoma Mary. To wyczerpało cierpliwość Joego, który wyprowadził się do przytułku na New Street, Bishopsgate. 8 listopada Barnett odwiedził Mary, przepraszając, że nie może dać jej żadnych pieniędzy, wciąż pozostawał bowiem bezrobotny. Była godzina ok. 7:45, wtedy widział Mary po raz ostatni.

## Śmierć
Zeznania niejakiej Elizabeth Foster umieszczają Kelly w pubie „The Britannia” o godzinie 23:00 w 8 listopada w stanie nietrzeźwym. Foster twierdziła, że piła razem z nią tego wieczoru.
Mary Ann Cox zeznała, że w noc śmierci Kelly widziała ją około 23:45 w towarzystwie niechlujnie ubranego, około trzydziestopięcioletniego wąsatego mężczyzny. Catherine Pickett, sąsiadka Mary, około 1:00 nad ranem w piątek 9 listopada słyszała śpiew Kelly dochodzący z jej pokoju. Robotnik George Hutchinson twierdził, że w okolicach 2:00 nad ranem spotkał Kelly w towarzystwie elegancko ubranego, mniej więcej trzydziestopięcioletniego mężczyzny.
Mary Ann Cox, wracając do domu około 3:00, przechodziła obok mieszkania Kelly. Nie słyszała jednak żadnych dźwięków z niego dochodzących, ponadto według jej relacji nie paliło się tam światło. Około 4:00 nad ranem sąsiadka zamordowanej, Elizabeth Prater, oraz przebywająca w okolicy mieszkania Kelly Sarah Lewis wraz z przyjaciółkami usłyszały słaby okrzyk: Oh, murder! („Och, morderstwo!”), był on jednak tak powszechny w znanej z przestępczości dzielnicy Whitechapel, że nie zwróciły na niego uwagi.
9 listopada John McCarthy wysłał swego pomocnika, Thomasa Bowyera, na Miller's Court 13 każąc mu pobrać od Mary zaległy czynsz. Około 10:45 nad ranem Bowyer zapukał do drzwi pokoiku Kelly. Ponieważ odpowiedziała mu cisza, a pokój był zamknięty, Thomas zajrzał przez jedno z dwóch okien pokoiku wychodzące na dziedziniec kamienicy i przez otwór w szybie odsunął kotarę (jak sam później opowiadał prasie: Zobaczyłem dzieło samego diabła). Przerażony tym, co zobaczył, sprowadził swego pryncypała McCarthy'ego, któremu starczył jeden rzut oka do wnętrza mieszkania Mary, by podjąć decyzję o niezwłocznym sprowadzeniu policji. Na miejsce przybyli, napotkani przez Bowyera na Commercial Street, inspektor Walter Beck i detektyw Walter Dew. Piętnaście minut po jedenastej na miejsce przybył dr George Bagster Phillips, policyjny lekarz, zaś kwadrans później zjawił się inspektor Abberline.
Pokój otwarto siłą o 13:30. W środku zszokowani policjanci ujrzeli potwornie zmasakrowane zwłoki Kelly leżące na łóżku, ułożone na plecach, z rozłożonymi nogami i twarzą zwróconą w ich kierunku, czyli na lewe ramie. Morderca uśmiercił ją podrzynając gardło, plamiąc jej krwią ścianę po prawej stronie łóżka, następnie zaczął okaleczać ciało, co mogło trwać pół godziny, jak nie dłużej. 
Skórę i mięśnie z powierzchni brzucha i ud, usunął, odsłaniając częściowo kości, a płaty odciętych tkanek układając na stole po lewej stronie łóżka. Odciął piersi i wyjął z jamy brzusznej wszystkie wnętrzności, rozmieszczając je na łóżku dookoła zwłok. Pod jej głową umieścił pierś, nerki i macicę, drugą pierś obok lewej stopy, wątrobę pomiędzy stopami, śledzionę po lewej stronie tułowia, a jelita po prawej. Tkankę miękną szyi zniszczył do kości, do tego stopnia że nie dało się ustalić kierunku podcięcia gardła. Oraz zmasakrował twarz, odcinając zeń uszy, policzki, brwi oraz nos, niemal pozbawiając jej skóry i zamieniając ją w trudną do rozpoznania masę krwawej tkanki. Brakującego serca Mary nigdy nie odnaleziono, przypuszcza się, że morderca zabrał je jako swego rodzaju trofeum lub spalił w kominku, gdzie znaleziono ślady dużego ognia.

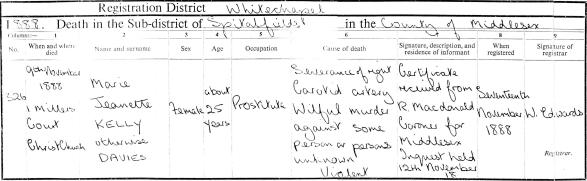
Karta zgonu M. Kelly

Kelly, została znaleziona praktycznie całkowicie rozebrana, miała na sobie jedynie koszulę. Większość jej ubioru była schludnie złożona na krześle, brakowało jedynie kilku części. Abberline uznał, że zabójca spalił je w kominku, by zapewnić sobie wystarczającą widoczność (pokój był oświetlony tylko jedną świecą). Nagość i starannie ułożenie ubrań, mogło wskazywać, że zabił ją ktoś, kogo znała i wpuściła do domu, uznała za klienta lub do zbrodni doszło, kiedy była pijana bądź spała.
Po wykonaniu dwóch oficjalnych zdjęć miejsca zbrodni, ciało Kelly przewieziono z Miller's Court do kostnicy w Shoreditch, gdzie zostało formalnie zidentyfikowane przez Josepha Barnetta, który był w stanie je rozpoznać jedynie po „uchu i oczach”.
Niektórzy świadkowie zeznawali, że widzieli Kelly żywą około 8:30 i 10:00 rano, to znaczy kilka godzin po prawdopodobnej godzinie jej śmierci, i byli pewni, że się nie pomylili.
Mary Kelly została pochowana 19 listopada. Na pogrzeb kobiety przybył ogromny tłum żałobników. Ulice miasta były praktycznie zablokowane z powodu wielkiej liczby osób chcących uczestniczyć w przeniesieniu zwłok z kostnicy w Shoreditch na rzymskokatolicki cmentarz St Patrick's Roman Catholic Cemetery w Leytonstone.